# Балтийская баскетбольная лига 2005/2006
Второй сезон Балтийской баскетбольной лиги ознаменовался отменой разделения на два дивизиона. В турнире, стартовавшем в начале октября, приняло участие 17 команд (восемь литовских, пять латвийских и четыре эстонских). По окончании двухкругового турнира определились шесть лучших команд. .

## Участники
| Литва - Айшчяй-Атлетас (Каунас) - Жальгирис (Каунас) - Летувос Ритас - Невежис (Кедайняй) - Нептунас (Клайпеда) - Паневежис (Паневежис) - Сакалай (Вильнюс) - Шяуляй (Шяуляй) | Латвия - Баронс/ЛМТ (Рига) - Буки (Гулбене) - Валмиера (Валмиера) - Вентспилс (Вентспилс) - Лиепаяс Лаувас (Лиепая) | Эстония - Далкия Нюбит (Таллин) - Калев/Крамо (Таллин) - Тарту Юликоол/Рок (Тарту) - Пирита (Таллин) |

## Регулярный сезон
|     | Команды                   | В  | П  | О  |
| --- | ------------------------- | -- | -- | -- |
| 1.  | Летувос Ритас             | 31 | 1  | 63 |
| 2.  | Жальгирис (Каунас)        | 31 | 1  | 63 |
| 3.  | Вентспилс (Вентспилс)     | 25 | 7  | 57 |
| 4.  | Шяуляй (Шяуляй)           | 24 | 8  | 56 |
| 5.  | Баронс/ЛМТ (Рига)         | 23 | 9  | 55 |
| 6.  | Невежис (Кедайняй)        | 17 | 15 | 49 |
| 7.  | Валмиера (Валмиера)       | 17 | 15 | 49 |
| 8.  | Сакалай (Вильнюс)         | 17 | 15 | 49 |
| 9.  | Калев/Крамо (Таллин)      | 15 | 17 | 47 |
| 10. | Нептунас (Клайпеда)       | 12 | 20 | 44 |
| 11. | Паневежис (Паневежис)     | 12 | 20 | 44 |
| 12. | Тарту Юликоол/Рок (Тарту) | 11 | 21 | 43 |
| 13. | Лиепаяс Лаувас (Лиепая)   | 9  | 23 | 41 |
| 14. | Далкия Нюбит (Таллин)     | 8  | 24 | 40 |
| 15. | Айшчяй-Атлетас (Каунас)   | 8  | 24 | 40 |
| 16. | Буки (Гулбене)            | 7  | 25 | 39 |
| 17. | Пирита (Таллин)           | 5  | 27 | 37 |

## Финал шести
Шесть лучших команд по итогам регулярного первенства приняли участие в финале шести. Хотя он прошёл на арене Саку Суурхалль в Таллине, ни одной эстонской команды в нём не участвовало. В четвертьфиналах сыграли третья команда против шестой, четвертая против пятой. Команды, занявшие первые два места по итогам регулярного первенства, вступили в дело в полуфинале, сыграв против победителей четвертьфинальных матчей. Обе латвийских команды проиграли свои четвертьфиналы, причём поражение Вентспилса (3-е место в регулярном первенстве) от ставшего шестым Невежиса стало мини-сенсацией. Больше сенсаций не было — команды, ставшие лучшими на первом этапе, подтвердили свой статус и на втором. Свой первый титул в ББЛ завоевал вильнюсский Летувос Ритас. Третье место второй год подряд осталось за Шяуляем. Амбициозный Вентспилс стал только пятым, обыграв в утешительном латвийском финале за 5-е место рижский Баронс/ЛМТ. Интересно, что четвёрка лучших команд второго первенства ББЛ в точности совпала с итоговым положением в чемпионате Литвы.
|                |            | Счет  |           |
| -------------- | ---------- | ----- | --------- |
| Четвертьфиналы | Баронс/ЛМТ | 57:68 | Шяуляй    |
|                | Невежис    | 77:71 | Вентспилс |

| Полуфиналы | Шяуляй  | 58:82 | Летувос Ритас |
|            | Невежис | 56:91 | Жальгирис     |

| Финал             | Летувос Ритас | 86:74 | Жальгирис  |
| Матч за 3-е место | Шяуляй        | 76:59 | Невежис    |
| Матч за 5-е место | Вентспилс     | 91:75 | Баронс/ЛМТ |